# Pyrène (amante d'Arès)
Dans Les travaux d'Héraclès, Apollodore lui attribue un fils du dieu Arès, Cycnos, qui défie Héraclès en duel alors qu'il est en route pour le jardin des Hespérides.